# Bruno Fern
Pour les articles homonymes, voir Fern.
Bruno Fern est un poète contemporain né en 1960 à Alger.

## Biographie
Il vit à Caen où il a participé à l'organisation des lectures d'ici poésie.. 
Il a publié dans des revues (Le Mâche-Laurier, Action poétique, Petite, N4728, Boudoir, rehauts, grumeaux, Ouste, invece, Nioques, Papier Machine, Place de la Sorbonne) ainsi qu’en ligne (Hapax, sitaudis, poezibao, libr-critique, remue.net). Auteur de notes de lecture sur internet (sitaudis, poezibao, libr-critique, D-Fiction et remue.net) et dans les revues CCP (CipM) et Action Poétique. Il a participé à plusieurs lectures publiques dont  la nuit remue 3 (2009), le festival de Brno – République tchèque (2010),  4 voyageurs photographes caennais (2012), le festival MidiMinuitPoésie à Nantes (2013); une soirée à l’IMEC, aux côtés de Christian Prigent (2014); deux soirées à la Maison de la Poésie de Paris (2015). 
Il est l'inventeur de contraintes formelles qui démultiplient souvent les lectures du texte. Combinant les lexiques et les tonalités, il entremêle ses mots à ceux d'autres auteurs. Il travaille au corps la langue pour en extraire tous les possibles. Certains diront qu'il « questionne le langage ». Il n'appartient à aucun mouvement littéraire spécifique.
Ronald Klapka résume ainsi la poésie de Bruno Fern : « Joueuse et sérieuse à la fois (elle prend la poésie très au sérieux, mais elle, ne se prend pas au sérieux), sa poésie peut surprendre, par sa façon d’embarquer son lecteur et de le planter ailleurs (là où il était sûrement !). Depuis 111 points de contrôle, elle ne cesse de s’affiner, s’affirmer comme une des plus originales voix du présent ; elle rend souvent hommage à celles qui l’ont précédée [...] »
Depuis 2019, il participe à la rédaction de la revue TXT.

## Influences
Stéphane Mallarmé, Spinoza, Guillaume Apollinaire, François Villon, Petr Král, Philippe Boutibonnes.